# Tök, Pesta
Tök  este un sat în districtul Budakesz, județul Pesta, Ungaria, având o populație de 1.317 locuitori (2011). 

## Demografie
Componența etnică a satului Tök
     Maghiari (93,28%)
     Romi (2,5%)
     Germani (1,72%)
     Necunoscut (1,55%)
     Alții (0,95%)
Componența confesională a satului Tök
     Reformați (32,04%)
     Romano-catolici (24,45%)
     Fără religie (14,12%)
     Necunoscută (27,11%)
     Alte religii (3,72%)
Conform recensământului din 2011, satul Tök avea 1.317 locuitori. Din punct de vedere etnic, majoritatea locuitorilor (93,28%) erau maghiari, existând și minorități de romi (2,5%) și germani (1,72%). Apartenența etnică nu este cunoscută în cazul a 1,55% din locuitori. Nu există o religie majoritară, locuitorii fiind reformați (32,04%), romano-catolici (24,45%) și persoane fără religie (14,12%). Pentru 27,11% din locuitori nu este cunoscută apartenența confesională.